# Дюссолье, Андре
Андре Дюссолье (фр. André Dussollier; род. 17 февраля 1946) — французский актёр.

## Биография
Детство Андре прошло между городками Крузей и Этриньи, куда перебирается со своими родителями, работавшими финансовыми инспекторами.
Уже в 10 лет он сыграл в школьном спектакле «Дитя реки», но отец настоял, чтобы сын продолжил обучение в университете. Андре Дюссолье блестяще закончил литературный колледж, но в 23 года всё же принял решение связать судьбу с актёрским ремеслом. Завершив с отличием учёбу в Высшем театральном училище, он поступает в 1972 году в Комеди Франсэз и в том же году дебютирует в кино, снявшись у Франсуа Трюффо в ленте «Такая красотка, как я». На него обращают внимание известные кинорежиссёры — Лелуш, Шаброль, Ромер и другие. В 1981 году Дюссолье сыграл роль бежавшего из фашистского плена во Францию венгерского солдата в фильме видного мастера венгерского кино Андраша Ковача «Временный рай» (фильм получил серебряный приз на XII Московском кинофестивале).
По-настоящему крупный успех к актёру приходит в 1985 году, когда снимается у Колин Серро в комедии «Трое мужчин и младенец в люльке». Первую номинацию на «Сезар» актёр получил в 1987 году за роль в «Мелодраме» Алена Рене. Вместе они сделали ещё несколько лент. Свой второй «Сезар» он выиграл за работу в фильме Рене «Известные старые песни» (1997).
В 1999 году Дюссолье замечательно сыграл в «Детях природы» Жана Беккера. С блеском чередуя комедии и драмы, актёр уверенно занял одно из ведущих мест в современном французском кино. В 2011 на экраны вышла трагикомедия «Мой самый страшный кошмар» Анн Фонтен, где компанию Дюссолье составили Изабель Юппер, Бенуа Пульворд и Вирджиния Эфира.
Записал аудиокниги Марселя Пруста.
«Как хорошее вино, он стареет красиво», — пишет о Дюссолье французская пресса.

## Избранная фильмография
- 1972 — Такая красотка как я / Une Belle Fille Comme Moi, реж. Франсуа Трюффо
- 1974 — Вся жизнь / Toute une vie, реж. Клод Лелуш
- 1975 — В Сантьяго идет дождь/ Il pleut sur Santiago, реж. Эльвио Сото
- 1977 — Бен и Бенедикт / Ben et Bénédict, реж. Пола Дельсоль (Бернар)
- 1977 — Алиса, или Последний побег / Alice ou la Dernière Fugue , реж. Клод Шаброль
- 1978 — Персеваль Валлиец / Perceval Le Gaulois, реж. Эрик Ромер
- 1980 — Ночь, на улице / Extérieur, nuit, реж. Жак Браль
- 1981 — Временный рай / Ideiglenes paradicsom, реж. Андраш Ковач
- 1982 — Что заставило бежать Давида?[фр.] / Qu’est-ce qui fait courir David?, реж. Эли Шураки
- 1982 — Выгодная партия / Le Beau mariage, реж. Эрик Ромер
- 1984 — Любовь до смерти, реж. Ален Рене
- 1985 — Трое мужчин и младенец в люльке / Trois Hommes Et Un Couffin, реж. Колин Серро
- 1986 — Мелодрама / Mélo, реж. Ален Рене
- 1990 — Загримированная женщина / La Femme fardée, реж. Хосе Пинейро
- 1992 — Ледяное сердце / Un coeur en hiver, реж. Клод Соте
- 1992 — Белый король, красная королева, реж. Сергей Бодров (Алексей Горюнов, гроссмейстер-эмигрант)
- 1993 — Сурки / Les Marmottes, реж. Эли Шураки
- 1993 — Маленький апокалипсис / La petite apocalypse, реж. Коста-Гаврас
- 1994 — Полковник Шабер / La Colonel Chabert, реж. Ив Анжело
- 1997 — Известные старые песни / On connaît la chanson, реж. Ален Рене
- 1999 — Дети природы / Les Enfants du marais, реж. Жан Беккер
- 2000 — Актёры / Les Acteurs, реж. Бертран Блие
- 2000 — Они сняли войну в цвете / Ils ont filmé la guerre en couleur (рассказчик)
- 2001 — Видок / Vidocq, реж. Питоф
- 2001 — Палата для офицеров / La chambre des officiers, реж. Франсуа Дюпейрон
- 2001 — Амели / Le Fabuleux destin d’Amélie Poulain, реж. Жан-Пьер Жене (рассказчик)
- 2003 — Невезучие / Tais-toi, реж. Франсис Вебер (психиатр в больнице)
- 2003 — Только не в губы / Pas sur la bouche, реж. Ален Рене
- 2003 — Странные сады/ Effroyables jardins, реж. Жан Беккер
- 2004 — Набережная Орфевр, 36 / 36 Quai des Orfèvres, реж. Оливье Маршаль
- 2004 — Долгая помолвка / Un long dimanche de fiançailles, реж. Жан-Пьер Жене
- 2005 — Щелкни пальцем только раз / Mоn Реtіt Dоіgt m’а Dіt, реж. Паскаль Тома
- 2005 — Лемминг / Lemming, реж. Доминик Молл
- 2006 — Сердца / Coeurs, реж. Ален Рене
- 2007 — Моё место под солнцем / Ma place au soleil, реж. Эрик де Монталье
- 2007 — Гнездо жаворонка / Le Mas des alouettes, реж. Паоло и Витторио Тавиани
- 2009 — Сорняки / Les Herbes folles, реж. Ален Рене
- 2009 — Неудачники / Micmacs à tire-larigot, реж. Жан-Пьер Жене
- 2010 — «Обыкновенная казнь» / Une exécution ordinaire — Сталин
- 2011 — Мой самый страшный кошмар / Mon pire cauchemar, реж. Анн Фонтен
- 2011 — Неоконченный роман / Impardonnables, реж. Андре Тешине
- 2014 — Красавица и чудовище / La belle & la bête, реж Кристоф Ганс
- 2014 — Дипломатия / Diplomatie, реж. Фолькер Шлёндорф
- 2014 — Любить, пить и петь / Aimer, boire et chanter, реж. Ален Рене
- 2015 — Маленький принц / Le Petit Prince, реж. Марк Осборн
- 2015 — 21 ночь с Патти / Vingt et une nuits avec Pattie
- 2016 — Без тормозов / À fond, реж. Николя Бенаму
- 2021 — Всё прошло хорошо / Tout s’est bien passé, реж. Франсуа Озон
- 2021 — Чёрный ящик / Boîte noire, реж. Ян Гозлан
- 2021 — Стоп-кран / Attention au départ!, реж. Бенжамен Эврар
- 2022 — Большой баг / Bigbug, реж. Жан-Пьер Жёне
- 2023 — Моё преступление / Mon crime, реж. Франсуа Озон

## Награды
7 d’Or Night (Золотая Семёрка)
- 1986: лучший актёр — Music Hall

Премия «Сезар»
- 1993: лучший актёр второго плана — Un coeur en hiver
- 1998: лучший актёр — On connaît la chanson
- 2002: лучший актёр второго плана — La Chambre des officiers